# Circuit de Lurcy-Lévis
Der Circuit de Lurcy-Lévis ist eine Motorsport-Rennstrecke in der Gemeinde Lurcy-Lévis im Département Allier in der französischen Region Auvergne-Rhône-Alpes.

## Geschichte
Die Strecke wurde gegen Ende der 1980er Jahre gebaut und 1989 eröffnet. Im Laufe der Jahre wurde sie immer wieder von großen Motorsportteams, wie McLaren oder Ferrari, für Testfahrten genutzt.

## Streckenbeschreibung
Der Kurs bietet mehrere Streckenvarianten, darunter eine Beschleunigungsstrecke und einen 2,6 Kilometer langen Rundkurs. Die lange Gerade ist dabei eine der längsten in Europa. Die Anlage umfasst ebenfalls einen Kontrollturm und ein Boxengebäude.
Es finden auf der Strecke keine professionellen Rennveranstaltungen statt, sie kann jedoch für private Testfahrten gemietet werden. Im September 2022 hielt die historische Rennserie "Les 100 Tours" dort eine Veranstaltung ab. Auch Fahrschulen bieten dort Kurse an.